# Torre de Pedra (kommun)
Torre de Pedra är en kommun i Brasilien.   Den ligger i delstaten São Paulo, i den södra delen av landet, 800 km söder om huvudstaden Brasília. Antalet invånare är 2 257.
Följande samhällen finns i Torre de Pedra:
- Torre de Pedra

Omgivningarna runt Torre de Pedra är huvudsakligen savann. Runt Torre de Pedra är det ganska glesbefolkat, med 22 invånare per kvadratkilometer.